# Das Tagebuch der Ellen Rimbauer
Das Tagebuch der Ellen Rimbauer ist ein Fernseh-Mehrteiler des Regisseurs Craig R. Baxley aus dem Jahr 2003 nach dem gleichnamigen Roman von Ridley Pearson unter dem Pseudonym „Joyce Reardon“.
Sowohl das Buch als auch der Film sind ein Prequel zu Stephen Kings Haus der Verdammnis. Gedreht wurde der Film im Thornewood Castle nahe Tacoma, Washington. In „Das Tagebuch der Ellen Rimbauer“ geht es um die Geschichte der jungen Ellen und ihrer Freundin Sukeena, und was sie in Rose Red erlebten.

## Handlung
Im Jahre 1906 lässt der milliardenschwere Öl-Magnat John Rimbauer für seine frischvermählte Ehefrau Ellen ein gigantisches Herrenhaus nahe Seattle errichten. Die Bauleitung überlässt John seinem Geschäftspartner Douglas Posey. Ellen ist entzückt und tauft das zukünftige Anwesen auf den Namen „Rose Red“. Obwohl es bereits während der Bauarbeiten zu beunruhigenden Zwischenfällen kommt (nach einem Streit um Nichtigkeiten erschießt ein Arbeiter seinen Vorarbeiter), wird der Bau rigoros fortgesetzt.
Obgleich Ellen John abgöttisch liebt, hat sie immer wieder mit Zweifeln und Depressionen zu kämpfen. Grund hierfür ist unter anderem Johns übersteigerter, sexueller Trieb, den Ellen kaum zu befriedigen vermag. Während der Bauphase von Rose Red verreisen John und Ellen in die Flitterwochen nach Afrika. Auch dort hat John seine Triebe kaum im Griff. Ellen wird schwer krank; eine einheimische Schamanin namens Sukeena pflegt sie wieder gesund. Sukeena offenbart Ellen, dass Letztere empfänglich sei für das Übersinnliche und dass Sukeena ihr helfen wolle, diese Gabe zu akzeptieren und zu nutzen. Ellen und Sukeena werden Freundinnen, und als die Rimbauers nach Seattle zurückkehren, nimmt Ellen Sukeena mit. Die Heimkehrenden werden von der kompletten Dienerschaft empfangen und Rose Red ist bezugsfertig. Sukeena spürt beim Betreten des Herrenhauses sofort, dass Rose Red „mehr ist als nur ein Haus“.
Wenig später gibt John für seine Frau und Rose Red eine Einweihungsfeier. Eine Bekannte von Ellen schaut sich heimlich in Johns Büro um und wird offensichtlich von irgendetwas überrascht, denn die Gäste hören sie kurz darauf schreien. Die Frau ist im Schockzustand und sagt (mit einer verfremdeten Stimme) die Worte: „Ich will nicht hier sein. Lass mich nicht allein.“ Wenige Tage später ereignet sich der nächste Vorfall. Ellen trinkt gemeinsam mit Mrs. Posey und ihrer Jugendrivalin Fanny etwas Tee. Es kommt zu einer Meinungsverschiedenheit zwischen Ellen und Fanny. Als Letztere aufsteht und Anstalten macht zu gehen, beginnt ein riesiger Globus in ihrer Nähe wie ein Kreisel zu rotieren – und Fanny verschwindet vor den Augen Ellens und Mrs. Posey. Eine groß angelegte Suchaktion bleibt erfolglos. Gemeinsam mit Sukeena und Mrs. Posey besucht Ellen heimlich ein chinesisches Medium namens „Madame Lu“. Madame Lu erklärt Ellen, dass Fannys Geist noch immer in Rose Red sei. Ebenso wie Sukeena glaubt Madame Lu an eine bösartige und machtvolle Präsenz, die Rose Red bewohnt.
Kurz darauf gebiert Ellen einen Sohn, Adam Rimbauer, und die Freude ist groß. Doch Ellen leidet zunehmend unter sich wiederholenden Albträumen, und sie glaubt, dass Rose Red keine Ruhe geben wird. Dies bestätigt sich nach kurzer Zeit, als die Hausangestellte Laura Mann ebenfalls vor den Augen einer Kollegin spurlos verschwindet. Erneut wird eine große Suchaktion unternommen – ohne Erfolg. Besagte Kollegin verrät Ellen und Sukeena, dass Laura in der Metzger-Kammer verschwunden sei. Die beiden entdecken dort einen Geheimgang, der direkt in die Garage des Anwesens führt. Dort begegnen Ellen und Sukeena, nachdem sie mit Streichhölzern die Dunkelheit durchdringen konnten, dem Geist von Fanny, der an Ketten und Handschellen gefesselt von der Decke hängt. Kaum haben sich die beiden Frauen von ihrem Schrecken erholt, müssen sie sich vor John verstecken, der seinen Fahrer und eine Prostituierte in der Garage empfängt. Ellen, kaum dass sie zurück auf ihrem Zimmer ist, erleidet einen Weinkrampf. John entdeckt Ellens Streichhölzer und befragt sie, doch Ellen kann ihn überzeugen, nicht in der Garage gewesen zu sein.
Einige Monate später gebiert Ellen eine Tochter, April Rimbauer. Das Mädchen kommt mit einem verkümmerten Arm zur Welt. Inzwischen zwingt John seinen Geschäftspartner Douglas, eine Vertragskündigung zu unterzeichnen. Gekränkt und wütend erhängt sich Douglas vor den Augen der kleinen April. Diese erleidet einen Schock und spricht von da an kein einziges Wort mehr. Ellen lädt Madame Lu nach Rose Red ein und die Seherin kann April zum Sprechen animieren. Es stellt sich heraus, dass Rose Red es womöglich auf das kleine Mädchen abgesehen hat und bei einem Vier-Augen-Gespräch in der Hofeinfahrt fleht Madame Lu Sukeena an, für eine baldige Flucht aus Rose Red zu sorgen. Doch bereits am nächsten Morgen schlägt Rose Red zu: das Haus lockt April in den Salon, in dem der riesige Globus steht. Sukeena sieht zwar, wie April ins Haus geht, doch als sie ihr in die Lounge folgt ist April verschwunden. Die Polizei verhaftet und verhört Sukeena, zwei Tage später kehrt diese, übel zugerichtet, nach Rose Red zurück. Nun kümmert sich Ellen um Sukeena. Doch John erklärt Ellen, dass er Sukeena nicht mehr in Rose Red sehen wolle, Sukeena habe eine Woche Zeit, das Anwesen zu verlassen.
Ellen hat genug. Im Gedenken an April hatte sie einen hohen Turm errichten und mit einem großen, prächtigen Tiffany-Fenster schmücken lassen. Sukeena verführt John und lockt ihn in den Turm. Dort will John sich seinen Trieben hingeben, doch er wird von Aprils Geist überrascht und in einen Schockzustand versetzt. Ellen eilt herbei und gemeinsam mit Sukeena wirft sie ihn vom Turm. John stürzt kopfüber in die Hofeinfahrt und stirbt. Nun gehört Rose Red Ellen ganz allein. Sie beschließt, für immer in Rose Red zu bleiben; wohlwissend, dass Rose Red auch sie eines Tages verschlingen wird.

## Kritik
- Lexikon des internationalen Films: Die Darsteller geben sich redlich Mühe, können aber kaum Funken aus der lahmen Story schlagen.[2]